# Giōrgos Papagiannīs

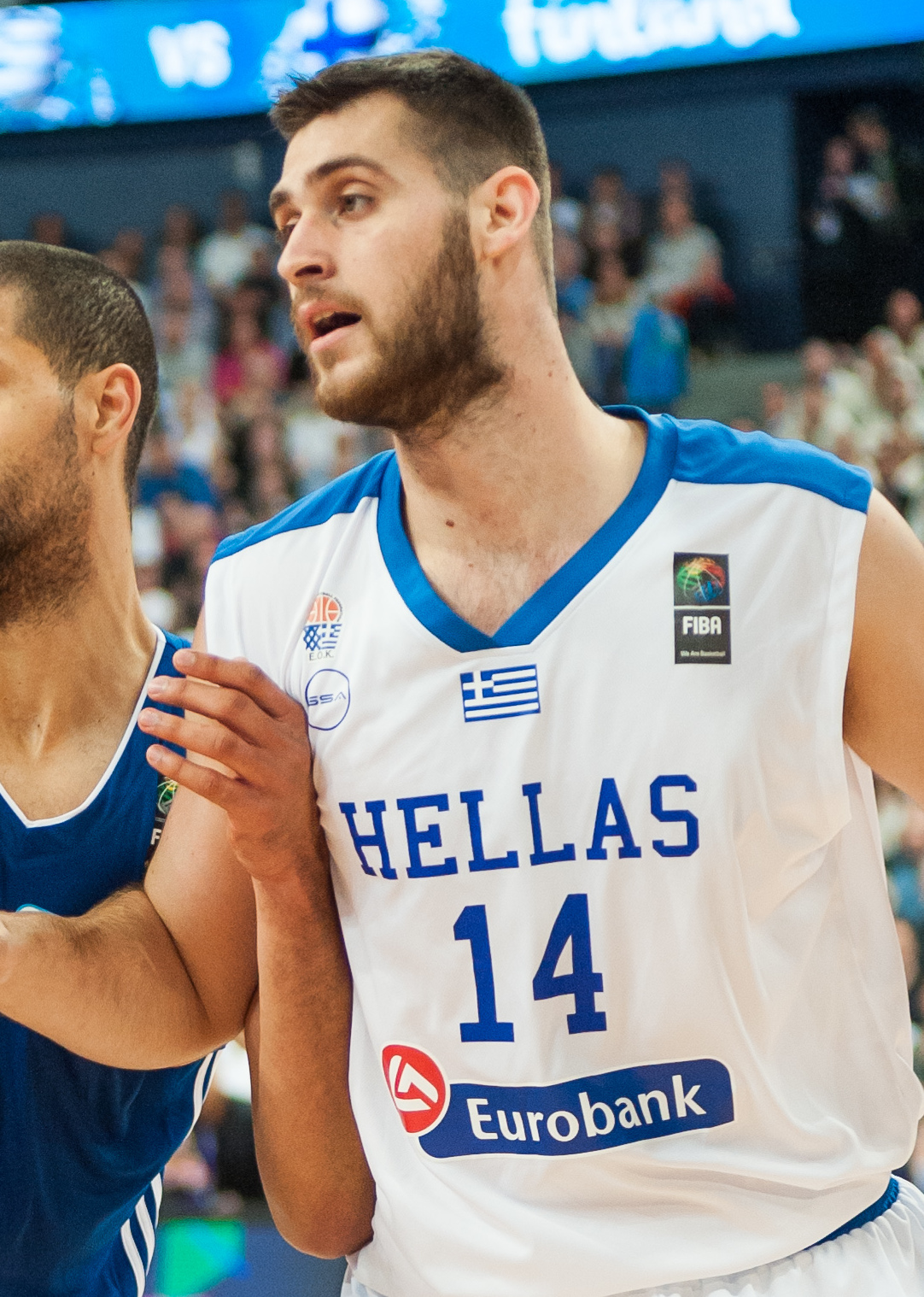
Papagiannīs con la maglia della

Giōrgos Papagiannīs (in greco Γιώργος Παπαγιάννης?; Amarousio, 3 luglio 1997) è un cestista greco, professionista nella NBA e in Europa.

## Carriera
È nato a Maroussi (una città vicino ad Atene), in Grecia, è un centro alto 2,20 m con una distanza di 2,29 m tra le due mani. Il suo soprannome è "Big George".
È stato selezionato alla 13ª scelta nel Draft NBA del 2016 da parte dei Phoenix Suns e successivamente scambiato con i Sacramento Kings. Tuttavia il 9 febbraio 2018 viene tagliato dalla franchigia californiana, non convinta dalle prestazioni del greco durante il suo anno e mezzo di militanza.
Il 6 marzo 2018 firma un contratto decadale con i Portland Trail Blazers.

## Statistiche

### NBA

#### Regular Season
| Anno      | Squadra             | PG | PT | MP   | TC%  | 3P% | TL%  | RP  | AP  | PRP | SP  | PP  |
| --------- | ------------------- | -- | -- | ---- | ---- | --- | ---- | --- | --- | --- | --- | --- |
| 2016-2017 | Sacramento Kings    | 22 | 0  | 16,1 | 54,9 | 0,0 | 85,7 | 3,9 | 0,9 | 0,1 | 0,8 | 5,6 |
| 2017-2018 | Sacramento Kings    | 16 | 0  | 7,4  | 41,5 | -   | -    | 2,3 | 0,6 | 0,1 | 0,4 | 2,1 |
| 2017-2018 | Portland T. Blazers | 1  | 0  | 4,0  | 100  | -   | -    | 1,0 | 0,0 | 2,0 | 0,0 | 2,0 |
| Carriera  | Carriera            | 39 | 0  | 12,2 | 51,4 | 0,0 | 85,7 | 3,2 | 0,7 | 0,2 | 0,6 | 4,1 |

### G League
| Anno      | Squadra       | PG | PT | MP   | TC%  | 3P%  | TL%  | RP  | AP  | PRP | SP  | PP   |
| --------- | ------------- | -- | -- | ---- | ---- | ---- | ---- | --- | --- | --- | --- | ---- |
| 2016-2017 | Reno Bighorns | 23 | 20 | 32,1 | 50,9 | 50,0 | 76,3 | 8,1 | 0,5 | 0,6 | 2,6 | 13,7 |
| 2017-2018 | Reno Bighorns | 10 | 10 | 27,1 | 52,2 | 0,0  | 78,9 | 9,5 | 0,9 | 0,4 | 1,5 | 13,5 |
| Carriera  | Carriera      | 33 | 30 | 30,6 | 51,3 | 42,9 | 77,2 | 8,5 | 0,6 | 0,5 | 2,2 | 13,6 |

### Eurolega
| Anno      | Squadra       | PG  | PT  | MP   | TC%  | 3P%  | TL%  | RP   | AP  | PRP | SP   | PP   |
| --------- | ------------- | --- | --- | ---- | ---- | ---- | ---- | ---- | --- | --- | ---- | ---- |
| 2015-2016 | Panathīnaïkos | 6   | 0   | 5,0  | 30,8 | -    | 50,0 | 1,7  | 0,0 | 0,0 | 0,3  | 1,5  |
| 2018-2019 | Panathīnaïkos | 26  | 12  | 12,2 | 69,4 | -    | 55,6 | 2,8  | 0,2 | 0,3 | 0,6  | 4,0  |
| 2019-2020 | Panathīnaïkos | 27  | 22  | 17,5 | 62,0 | 0,0  | 66,7 | 4,7  | 0,2 | 0,4 | 0,9  | 6,9  |
| 2020-2021 | Panathīnaïkos | 32  | 22  | 21,9 | 65,2 | 12,5 | 66,7 | 5,4  | 1,0 | 0,3 | 1,6  | 8,8  |
| 2021-2022 | Panathīnaïkos | 29  | 23  | 28,4 | 64,3 | -    | 73,7 | 8,2* | 0,9 | 0,8 | 1,7* | 10,3 |
| 2022-2023 | Panathīnaïkos | 33  | 22  | 23,7 | 57,6 | 48,6 | 75,0 | 5,7  | 0,7 | 0,4 | 1,2  | 8,5  |
| 2023-2024 | Fenerbahçe    | 38  | 11  | 16,0 | 57,9 | 48,8 | 66,7 | 3,1  | 0,8 | 0,3 | 0,8  | 5,7  |
| 2024-2025 | Monaco        | 29  | 2   | 16,5 | 61,5 | 39,3 | 90,0 | 3,4  | 0,5 | 0,5 | 1,3  | 7,3  |
| Carriera  | Carriera      | 220 | 114 | 19,2 | 62,2 | 43,1 | 71,6 | 4,7  | 0,6 | 0,4 | 1,2  | 7,2  |

## Palmarès

### Squadra

#### Club
- Campionato greco: 3

Panathīnaïkos: 2018-2019, 2019-2020, 2020-2021
- Campionato turco: 1

Fenerbahçe: 2023-2024
- Coppa di Grecia: 4

Panathinaikos: 2014-2015, 2015-2016, 2018-2019, 2020-2021
- Coppa di Turchia: 1

Fenerbahçe: 2024
- Supercoppa greca: 1

Panathīnaïkos: 2021

#### Nazionale
- Europeo FIBA Under 16: Leader per stoppate realizzate
- 2013 Coppa del Mondo Under 16: medaglia d'oro
- 2013 Campionato FIBA Under 16: medaglia di bronzo
- 2013 Europeo FIBA Under 16: Inserimento nel miglior quintetto del torneo
- 2013 Europeo FIBA Under 16: leader per stoppate realizzate
- 2015 Europeo FIBA Under 18: medaglia d'oro e inserimento nel miglior quintetto del torneo

### Individuale
- MVP Supercoppa greca:1

Panathīnaïkos: 2021
- All-Euroleague Second Team: 1

Panathīnaïkos: 2021-22